# GP-5 防毒面具

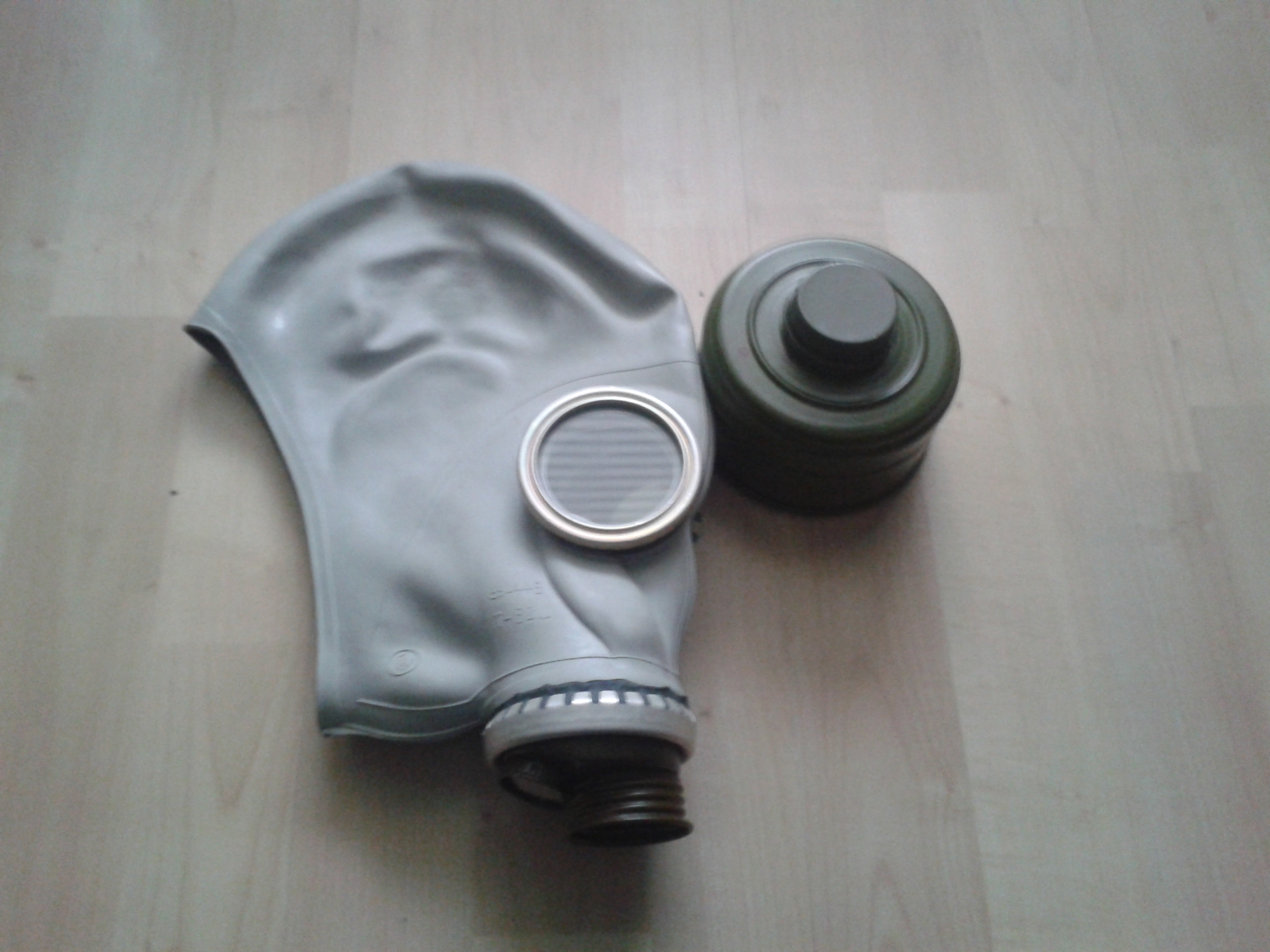
SHM-62u面部滤镜。

SHM-62防毒面具 （ 俄語：Гражда́нский Противога́з-5，拉丁转译：Grazhdanskiy Protivogaz-5）是苏联制造的单过滤器民用防毒面具﹐它由1962年开始向苏联民众配发，1990年停产。。标准的SHM-62套件包括SHM-62面板，GP-5滤镜，滤袋和防雾 
镜。部分套件可能用SHM-62u、SHMP或SHM-66mu面罩替换标准面板。 
GP-5的面罩部分配有密封的玻璃目镜，其重量较轻（1.09 千克)，环境适应能力强，工作温度范围为 −40 °C（−40 °F）到114 °C（237 °F）且具备全天候工作能力。 
此面具设计目的是从冷战可能爆发的核战争遗留的放射性尘埃中保护苏联军民，作为苏联辐射避难所的标配装备之一。该型面具在波兰完成的三防（防核辐射、防生物武器、防化学武器攻击）测试中表现良好，能够在核生化环境中维持保护效果达24小时。 
由于GP5非常常见且有着“经典”的圆形玻璃目镜，此防毒面具在收藏者群体中备受追捧。 

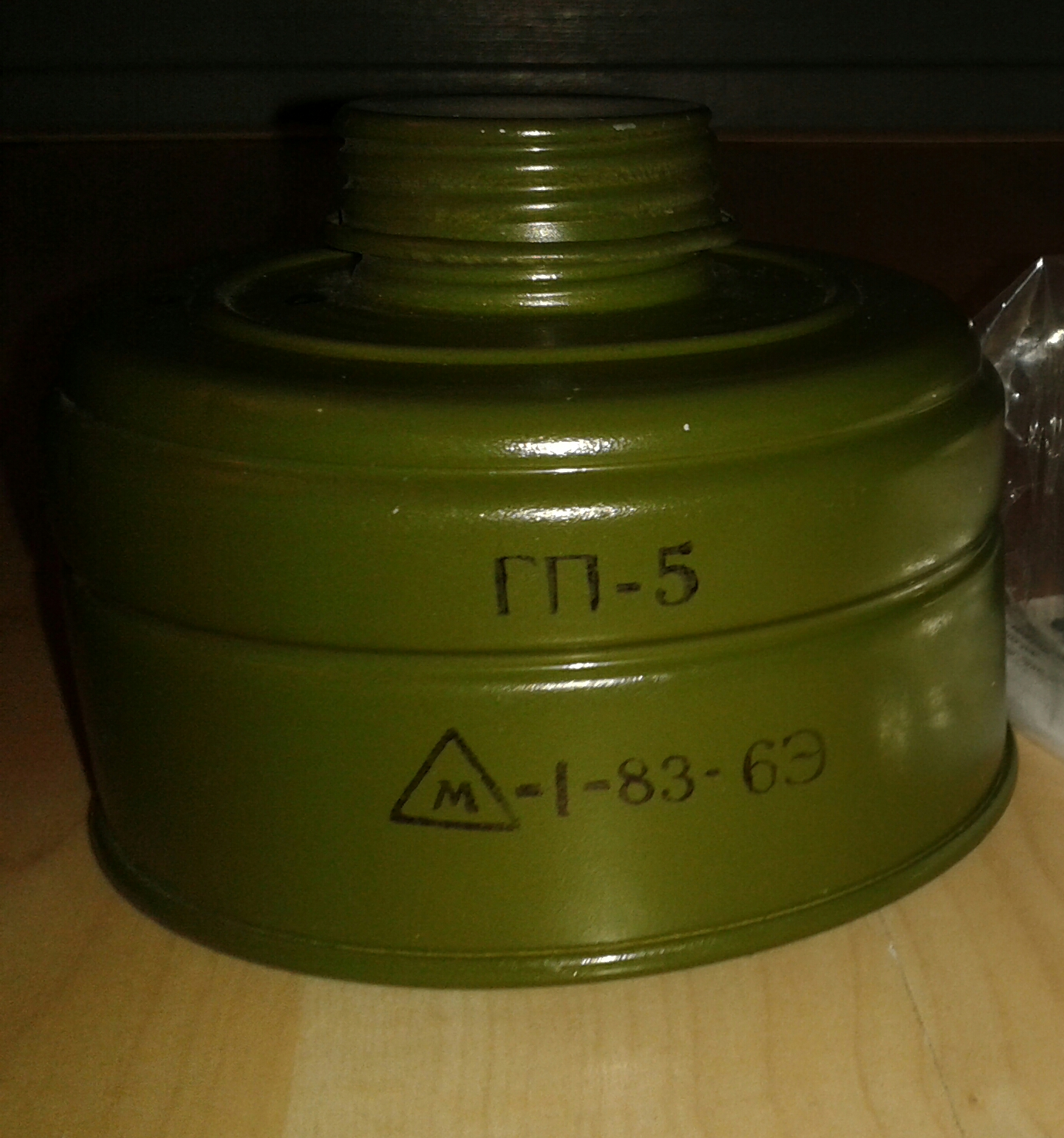
实验室测试发现GP-5使用的过滤器包含7.5％的石棉 。 除非过滤器损坏，使用者不太可能吸入石棉，但仍旧建议使用者将其更换为现代过滤器。 波兰P-5过滤器便是与各种苏联防毒面具兼容的一种现代过滤器。

## 争议问题
GP-5的过滤器中是否含有石棉及使用含有石棉的过滤器是否有危险是一直存在争议的问题。有推测声称1972年以后制造的防毒面具使用的是活性炭，但事实上整个80年代生产的过滤器的石棉测试结果都是阳性的。  。有人指出GP-5经过特别的设计，只要不破坏过滤器罐就不会吸入石棉粉尘，但是这一说法没有经过证实。 
另有说法指出过滤器会在使用过程中有重金属铅和其他生产过程中使用、接触到的有害化学物质析出，因而不建议使用原装滤毒罐。 
此外，由于面罩紧贴皮肤和头部，除非使用者留短发，否则使用体验将会变差。 
GP-5作为淘汰军需品，在市场上很便宜（4到20美元），因此在万圣节等变装活动中经常出现。  

## 配件
SHM-62配发时装在带有皮带的帆布袋中，携行时可以挂在肩或腰上。 标配装具袋中还包含IPP-1/IPP-8型去污套件、绷带、急救套装和额外的防雾镜片。  。

## 变体
SHM-62成本低廉、易于制造，被许多国家和地区广泛用于军事和工业制造。 中国仿制的
SHM-62称为TF-1，仿制过程中使用了塑料呼吸阀和更大的目镜镜片，成品广泛使用于工业生产中。 东德则在1981年至1988年之间进口了180万套原装SHM-62
。
SHM-62防毒面具的一种改进型号是SHM-62M，其嘴部安装了内含塑料片的圆形金属部件充当传声器，在耳部则根据耳朵形状进行了特殊裁剪来改善使用体验。 
SHM-62的军用版本面罩部分与民用版本基本一致，但呼吸器部分装有长软管连接到佩戴在腰部的滤毒罐上。 
SHM-62及其军用版分别发布给苏联及其华沙公约同盟的平民和武装部队，个别国家或地区对此装备的称呼有所不同，比如 东德武装部队 将军用型防毒面具称为SchM41M。 
后来生产的SchMS防毒面具与SHM-62系列防毒面具外形颇有相似之处（全包头部、带有目镜镜片和传声器），但二者并无关联。